# Catharina van Hemessen
Catharina van Hemessen (Antwerpen, 1527 of 1528 - na 1567) was de vroegste Zuid-Nederlandse renaissanceschilderes van wie gesigneerd werk is overgebleven. Ze schilderde vooral portretten van welvarende burgers, meestal vrouwen, en enkele religieuze taferelen. Ze maakte het bekendste en tevens oudst bewaarde zelfportret van een vrouw uit de Nederlanden. Het dateert uit 1548 en is in het bezit van het Kunstmuseum Basel.

## Biografie
Over het leven van Catharina van Hemessen zijn er slechts indirecte gegevens, afkomstig uit documenten die betrekking hebben op haar vader, Jan Sanders van Hemessen, haar echtgenoot Christian de Morien en haar schilderijen zelf.
Catharina van Hemessen werd in Antwerpen geboren als tweede dochter van de succesvolle maniëristische schilder en kunsthandelaar Jan Sanders van Hemessen, die daar sinds 1524 vrijmeester was. Haar zus Christina legde zich toe op de muziek, Catharina en haars broers hanteerden het penseel. Op een Zelfportret, gedateerd 1548, vermeldde Catharina van Hemessen dat ze twintig jaar was. Waarschijnlijk leerde Van Hemessen schilderen in het atelier van haar vader. Ze specialiseerde zich in portretschilderen en werd, toen haar reputatie toenam, als lid van het prestigieuze Sint-Lucasgilde opgenomen, waar ze ook toestemming kreeg om les te geven.
Op 23 februari 1553 trouwde ze met de getalenteerde organist Christian de Morien (ook Kerstiaen de Moryn). Hij was als componist-organist in dienst van Maria van Hongarije, regentes over de Lage Landen en zuster van keizer Karel V, en hij werd ook organist van de Antwerpse Onze-Lieve-Vrouwekathedraal. Dit huwelijk luidde het einde in van Catharina's schilderscarrière, zoals dat in die tijd de gewoonte was.
In 1555 komt Van Hemessen als hofdame voor op de lijst van hoftiteldragers in Brussel, en in 1556 werd Maria van Hongarije haar beschermvrouwe. Toen Maria van Hongarije dat jaar terugkeerde naar het hof van Castilië, vergezelde het echtpaar Morien-Van Hemessen haar. Catharina verzorgde de artistieke vorming en opvoeding van de hofdames. Twee jaar later overleed Maria van Hongarije aan een hartaanval en ze liet het echtpaar 'wegens hun zeldzame en uitmuntende diensten', aldus Lodovico Guicciardini, een toelage na waarmee ze de rest van hun leven comfortabel konden doorbrengen.
Zij keerden terug naar de Lage Landen, waar het echtpaar een tijd in Antwerpen woonde. In Madrid werd haar functie als hofschilderes ingenomen door Sofonisba Anguissola.
Op 23 augustus 1561 trad Christian de Morien in dienst van de Bossche Illustere Lieve Vrouwe Broederschap en het kapittel van St. Jan voor een riant jaarloon van 118 carolusguldens . Na de dood van Jan Bossart wilden de broeders hem zo graag als organist hebben dat ze zelfs de verhuiskosten van Antwerpen naar 's-Hertogenbosch voor hem en zijn echtgenote betaalden (namelijk 7 Nederlandse guldens).
Het echtpaar vertrok op 5 december 1565 uit 's-Hertogenbosch zonder een spoor na te laten. Het ambt van organist in de Sint-Janskathedraal werd daarna door Lodewijk van Heymissen ingevuld. De naam doet vermoeden, dat het ambt binnen Catharina's familie is gebleven.
In 1567 vermeldde Guicciardini in zijn werk Descrittione tutti i paesi bassi (Beschrijving van de Lage Landen), dat in dat jaar in Antwerpen werd uitgegeven, Catharina van Hemessen als een van de "uitstekende vrouwen in de kunst die nog in leven zijn". Van haar laatste levensjaren is weinig bekend. Catharina van Hemessen overleed na 1567, maar ook de precieze datum van haar overlijden is niet bekend.Volgens Droz-Emmert zou ze in 1583 nog in leven geweest zijn.
Haar faam bleef lang duren. Johan van Beverwijck, een Dordts arts en kunstkenner, nam een eeuw later Catharina van Hemessen in zijn "Van de Uitnementheyt des vrouwelicken geslachts" op.

## Stijl
Catharina van Hemessen schilderde vooral realistische portretten. De modellen poseerden gewoonlijk zittend tegen een donkere of neutrale achtergrond. Haar portretten zijn klein van formaat en bescheiden van compositie. Volgens schilder en kunstcriticus Giorgio Vasari "excelleert zij in het vervaardigen van miniaturen". Hoewel Catharina hoogstwaarschijnlijk in het atelier van haar vader, schilder en kunsthandelaar Jan Sanders, die ook deken van de Antwerpse schildersgilde was, werd opgeleid, doen haar portretten veeleer denken aan schilders zoals Quinten Massijs (I), Jan Gossaert en Joos van Cleve, dan aan die van haar vader, die ze in het atelier al vroeg mocht helpen om achtergronden te schilderen.
Haar vier religieuze werken zijn op een decoratieve en archaïsche manier geschilderd en doen denken aan de schilderijen van de Vlaamse Primitieven.